# Brachychiton viridiflorus
Brachychiton viridiflorus là một loài thực vật có hoa trong họ Cẩm quỳ. Loài này được (W.Fitzg.) Guymer mô tả khoa học đầu tiên năm 1988.